# Жадейкяйское староство
Жадейкяйское староство (лит. Žadeikių seniūnija) — одно из 14 староств Шилальского района, Таурагского уезда Литвы. Административный центр — деревня Жадейкяй.

## География
Расположено на западе Литвы, в северной части Шилальского района, на Жямайтской возвышенности.
Граничит с Кведарнским староством на западе, Тракседским — на юге и юго-востоке, Лаукувским — на востоке и севере, и Ретавским староством Ретавского самоуправления — на северо-западе.

## Население
Жадейкяйское староство включает в себя местечко и 16 деревень.